# SystemRescue
SystemRescue is een besturingssysteem voor het x86- en AMD64-computerplatform, dat als doel heeft om computers te herstellen die niet meer opstarten of beschadigd zijn na een systeemcrash. SystemRescueCd is niet bedoeld om gebruikt te worden als een permanent besturingssysteem. Het werkt van een live-cd of een USB-stick. Het werd ontworpen door een team onder leiding van Francois Dupoux en is gebaseerd op Arch Linux.